# Carl Keenan Seyfert
Carl Keenan Seyfert (anglès: Carl K. Seyfert)  (Cleveland, 11 de febrer de 1911 - Nashville, 13 de juny de 1960) va ser un astrònom nord-americà.
És sobretot conegut pel seu article científic de 1943 sobre els rajos d'emissió altament excitats provinents del centre d'algunes galàxies amb forma d'espiral, anomenades galàxies de Seyfert en el seu honor. El Sextet de Seyfert, un grup de galàxies, duu també el seu nom.

## Biografia
Seyfert va passar la seva infància a Cleveland, i posteriorment va estudiar a la Universitat Harvard a partir de 1929, on es va graduar i més endavant, el 1936, es va doctorar. El títol de la seva tesi era «Estudi de galàxies externes», versant sobre els colors i la lluminositat de les galàxies.
Aquest mateix any es va unir al grup del nou Observatori McDonald de Texas, on va participar en la posada en servei de la institució. Va romandre allí fins a 1940, treballant amb Daniel M. Popper sobre les propietats dels estels febles de tipus B i continuant el seu treball sobre els colors de les galàxies espirals.
El 1940 es va traslladar a l'Observatori Mont Wilson com a membre del National Research Council. Es va quedar allí fins a 1942, estudiant un tipus de galàxies actives anomenades ara galàxies de Seyfert. El 1942, va tornar a Cleveland, on va ensenyar tècniques de navegació al personal militar i va participar en recerques militars secretes, continuant igualment alguns estudis astronòmics en l'Observatori Warner i Swasey del Case Institute.
El 1946, va passar a formar part de la facultat de la universitat Vanderbilt en Nashville, Tennessee. El programa d'astronomia d'aquella facultat era molt limitat en aquella època, i la universitat posseïa únicament un petit observatori i un modest programa d'ensenyament. Seyfert va treballar eficaçment per millorar el programa d'ensenyament i trobar fons per construir un nou observatori. En pocs anys, va obtenir l'ajuda pública de la comunitat de Nashville. Un nou observatori va acabar de realitzar-se al desembre de 1953. Seyfert es va convertir en director del nou observatori, càrrec que va ocupar fins a la seva mort.
Va morir en un accident d'automòbil en Nashville el 13 de juny de 1960. Tenia 49 anys.

## La seva obra
Carl Seyfert va publicar molts articles en publicacions astronòmiques, sobre una gran varietat de temes dedicats a l'astronomia estel·lar i galàctica, així com sobre els mètodes d'observació i instruments.
El 1943, va publicar un article sobre les galàxies de nucli brillant que emetien llums amb una línia espectral particularment ampla. L'exemple típic és M77 (NGC 1068); aquesta classe de galàxies es diu ara galàxia de Seyfert en el seu honor.
Durant la seva visita pel Case Institute, va obtenir amb Jason John Nassau les primeres imatges en color de bona qualitat de nebuloses i d'espectres estel·lars. El 1951, va observar i va descriure un grup de galàxies al voltant de NGC 6027 anomenat ara Sextet de Seyfert.
Es va convertir en un innovador actiu en el domini dels instruments, implicat en noves tècniques com l'ocupació en astronomia del fotomultiplicador i de tècniques de video i de control de telescopis assistits electrònicament.

## Publicacions
- Seyfert, Carl K., 1943. "Nuclear Emission in Spiral Nebulae". Astrophysical Journal, 97, 28-40 (01/1943)

## Eponimia
- El grup de galàxies denominat Sextet de Seyfert.
- El cràter lunar Seyfert es diu així en el seu honor (29. 1 N, 114.6 I, diàmetre 110 km).[1]
- El telescopi de 24’’ de l'Observatori Dyer va ser batejat en el seu honor.